# II. udarni bataljon (Slovensko domobranstvo)
II. udarni bataljon (tudi Rupnikov bataljon) je bil bataljon, ki je deloval v sestavi Slovenskega domobranstva med drugo svetovno vojno.

## Zgodovina
Bataljon je bil ustanovljen 5. julija 1944 s preimenovanjem Bataljona W in aprila 1945 preimenovan v V. bataljon.

## Poveljstvo
Poveljniki
- major Friderik Lehman (do 14. julija 1944)
- stotnik Vuk Rupnik (14. julij 1944 - april 1945)

## Sestava
- štab
- 17. četa
- 47. četa
- 48. četa
- 112. četa (Slovensko domobranstvo) (od 1945)
- 2. težka četa